# Флоренц, Карл
Карл Адольф Флоренц (нем. Karl Adolf Florenz; 10 января 1865, Эрфурт — 9 февраля 1939, Гамбург) — немецкий японист, профессор Токийского университета, пионер немецкого японизма.

## Биография
Карл Адольф Флоренц родился в семье учителя и уже со старших классов школы изучал восточные языки. В 1883 году в Лейпцигском университете он приступил к изучению немецкой и сравнительной лингвистики. В тот период Флоренц изучал ближневосточные языки, а также — санскрит. Его научным руководителем в написании кандидатской диссертации был Эрнст Виндиш — Флоренц также посещал лекции Фридриха Макса Мюллера. Под руководством Ханса Георга фон дер Габеленца Флоренц изучал китайский и японский языки.
В 1889 году Флоренц стал преподавателем немецкого языка и литературы в Императорском университете в Токио, а в 1891 — профессором немецкой литературы и сравнительной лингвистики в том же ВУЗе.
В 1914 году Флоренц стал первым профессором по японской лингвистике в истории как немецкого, так и европейского высшего образования; одновременно он стал заведующем кафедрой японского языка и культуры в «Hamburgisches Kolonialinstitut». В 1925 году был избран членом Академии наук Геттингена. 11 ноября 1933 года Карл Флоренц был среди более 900 ученых и преподавателей немецких университетов и вузов, подписавших «Заявление профессоров о поддержке Адольфа Гитлера и национал-социалистического государства».

## Работы
- Die staatliche und gesellschaftliche Organisation im alten Japan. 1890.
- Dichtergrüße aus dem Osten: Japanische Dichtungen. 1894. Insgesamt 14 Auflagen.
- Japanische Dichtungen. Weissaster. Ein romantisches Epos nebst anderen Gedichten. C.F. Amelangs Verlag, Druck, Illustration und Papier von T. Hasegawa, Leipzig, Tokyo 1894.
- Japanische Dramen. Terakoya und Asagao. C.F. Amelangs Verlag, T. Hasegawa, Leipzig, Tokyo 1901 (Online beim Internet Archive).
- Japanische Mythologie. 1901.
- Japanische Annalen. 1892-97. Als 1 Band: Japanische Annalen A.D. 592—697 (Buch XXII—XXX). 1903.
- Geschichte der japanischen Litteratur. In: Die Litteraturen des Ostens in Einzeldarstellungen. Zehnter Band. C.F. Amelangs Verlag, Leipzig 1906.
- Die Religionen der Japaner. 1906.
- Die historischen Quellen der Shinto-Religion. 1919.
- Wörterbuch zur altjapanischen Liedersammlung Kokinshū. 1925.
- Jan Lodewijk Pierson, Karl Florenz:The Manyosu, Buch V. Brill, Leiden 1938.